# Diskografie MØ
Toto je seznam vydané diskografie dánské zpěvačky MØ.

## Alba

### Studiová alba
| No Mythologies to Follow                                                                | - Vydáno: 7. března 2014 - Vydavatelství: Chess Club, RCA Victor      | 2           | 107         | 83          | 161         | 76          | —           | 58          | 11          | - IFPI DEN: Platinum |             |             |
| Forever Neverland                                                                       | - Vydáno: 19. října 2018 - Vydavatelství: Columbia                    | 1           | 191         | 158         | —           | —           | 167         | —           | —           | - IFPI DEN: Gold     |             |             |
| Motordrome                                                                              | - Vydáno: 28. ledna 2022 - Vydavatelství: Columbia                    | 9           | —           | —           | —           | —           | —           | —           | —           |                      |             |             |
| Plæygirl                                                                                | - Vyjde: 16. května 2025 - Vydavatelství: Sony Music Entertainment UK | bude vydáno | bude vydáno | bude vydáno | bude vydáno | bude vydáno | bude vydáno | bude vydáno | bude vydáno | bude vydáno          | bude vydáno | bude vydáno |
| "—" značí, že se nahrávka neumístila v hitparádách nebo v tomto území ani nebyla vydána |                                                                       |             |             |             |             |             |             |             |             |                      |             |             |

### Remixová alba
| Název                                 | Detaily                                          |
| ------------------------------------- | ------------------------------------------------ |
| Walshy Fire Presents: MMMMØ – The Mix | - Vydáno: 1. listopadu 2019 - Vydavatelství: RCA |

## Extended play
| Název            | Detaily o albu                                                   | Umístění v hitparádách | Umístění v hitparádách |
| Název            | Detaily o albu                                                   | DEN                    | US Heat                |
| ---------------- | ---------------------------------------------------------------- | ---------------------- | ---------------------- |
| Bikini Daze      | - Vydáno: 18. října 2013 - Vydavatelství: Chess Club, RCA Victor | —                      | 11                     |
| When I Was Young | - Vydáno: 26. října 2017 - Vydavatelství: Chess Club, RCA Victor | 8                      | —                      |

## Singly

### Jako hlavní umělkyně
| "Glass"                                                                                 | 2013 | —  | —  | —  | —  | —  | —  | —  | —  | —  | —  | —   | | No Mythologies to Follow               |
| "Pilgrim"                                                                               | 2013 | 11 | —  | —  | —  | —  | —  | —  | —  | —  | —  | —   | - IFPI DEN: Platinum | No Mythologies to Follow               |
| "Waste of Time"                                                                         | 2013 | —  | —  | —  | —  | —  | —  | —  | —  | —  | —  | —   | | No Mythologies to Follow               |
| "XXX 88" (feat. Diplo)                                                                  | 2013 | —  | —  | —  | —  | —  | —  | —  | —  | —  | —  | —   | | Bikini Daze & No Mythologies to Follow |
| "Don't Wanna Dance"                                                                     | 2014 | 25 | —  | —  | —  | —  | —  | —  | —  | —  | —  | —   | - IFPI DEN: Gold | No Mythologies to Follow               |
| "Say You'll Be There"                                                                   | 2014 | —  | —  | —  | —  | —  | —  | —  | —  | —  | —  | 170 | | No Mythologies to Follow               |
| "Walk This Way"                                                                         | 2014 | 33 | —  | —  | —  | —  | —  | —  | —  | —  | —  | —   | | No Mythologies to Follow               |
| "Kamikaze"                                                                              | 2015 | 16 | 91 | 30 | —  | —  | —  | —  | —  | —  | —  | 183 | - IFPI DEN: Platinum - RMNZ: Gold | Forever Neverland                      |
| "Final Song"                                                                            | 2016 | 4  | 12 | 37 | 64 | 42 | 16 | 38 | 9  | 20 | 42 | 14  | - IFPI DEN: 2× Platinum - ARIA: 2× Platinum - BPI: Platinum - BVMI: Platinum - FIMI: Platinum - GLF: Platinum - RMNZ: 2× Platinum - SNEP: Gold - RIAA: Platinum | Forever Neverland                      |
| "Drum"                                                                                  | 2016 | 21 | —  | —  | —  | —  | —  | —  | —  | —  | —  | 119 | | Singly bez alb                         |
| "Don't Leave" (se Snakehips)                                                            | 2017 | 11 | 11 | —  | 52 | 71 | 84 | 80 | 20 | 16 | 78 | 27  | - IFPI DEN: Gold - ARIA: 2× Platinum - BPI: Gold - RMNZ: 2× Platinum - RIAA: Platinum                                                                           | Singly bez alb                         |
| "Nights with You"                                                                       | 2017 | 21 | 73 | —  | —  | —  | —  | —  | —  | —  | 97 | —   | - IFPI DEN: Platinum - ARIA: Gold - RIAA: Gold - RMNZ: Gold | Forever Neverland                      |
| "When I Was Young"                                                                      | 2017 | 37 | —  | —  | —  | —  | —  | —  | —  | —} | —  | —   | | When I Was Young                       |
| "Nostalgia"                                                                             | 2018 | —  | —  | —  | —  | —  | —  | —  | —  | —  | —  | —   | | Forever Neverland                      |
| "Sun in Our Eyes" (s Diplo)                                                             | 2018 | 36 | —  | —  | —  | —  | —  | —  | —  | —  | —  | —   | - IFPI DEN: Gold - ARIA: Gold | Forever Neverland                      |
| "Way Down"                                                                              | 2018 | —  | —  | —  | —  | —  | —  | —  | —  | —  | —  | —   | | Forever Neverland                      |
| "Imaginary Friend"                                                                      | 2018 | —  | —  | —  | —  | —  | —  | —  | —  | —  | —  | —   | | Forever Neverland                      |
| "Blur" (sólo nebo feat. Foster the People)                                              | 2018 | —  | —  | —  | —  | —  | —  | —  | —  | —  | —  | —   | | Forever Neverland                      |
| "Bullet with Butterfly Wings"                                                           | 2019 | —  | —  | —  | —  | —  | —  | —  | —  | —  | —  | —   | | Singly bez alb                         |
| "On & On"                                                                               | 2019 | —  | —  | —  | —  | —  | —  | —  | —  | —  | —  | —   | | Singly bez alb                         |
| "Live to Survive"                                                                       | 2021 | —  | —  | —  | —  | —  | —  | —  | —  | —  | —  | —   | - IFPI DEN: Gold | Motordrome                             |
| "Kindness"                                                                              | 2021 | —  | —  | —  | —  | —  | —  | —  | —  | —  | —  | —   | | Motordrome                             |
| "Brad Pitt"                                                                             | 2021 | —  | —  | —  | —  | —  | —  | —  | —  | —  | —  | —   | | Motordrome                             |
| "Goosebumps"                                                                            | 2021 | —  | —  | —  | —  | —  | —  | —  | —  | —  | —  | —   | | Motordrome                             |
| "New Moon" (sólo nebo remix feat. Rebecca Black)                                        | 2022 | —  | —  | —  | —  | —  | —  | —  | —  | —  | —  | —   | | Motordrome                             |
| "True Romance"                                                                          | 2022 | —  | —  | —  | —  | —  | —  | —  | —  | —  | —  | —   | | Motordrome                             |
| "Spaceman"                                                                              | 2022 | —  | —  | —  | —  | —  | —  | —  | —  | —  | —  | —   | | Motordrome                             |
| "Fake Chanel"                                                                           | 2024 | —  | —  | —  | —  | —  | —  | —  | —  | —  | —  | —   | | No Mythologies to Follow               |
| "Who Said"                                                                              | 2024 | —  | —  | —  | —  | —  | —  | —  | —  | —  | —  | —   | | Plæygirl                               |
| "Wake Me Up"                                                                            | 2024 | —  | —  | —  | —  | —  | —  | —  | —  | —  | —  | —   | | Plæygirl                               |
| "Sweet" (feat. Biig Piig)                                                               | 2025 | —  | —  | —  | —  | —  | —  | —  | —  | —  | —  | —   | | Plæygirl                               |
| "Keep Møving"                                                                           | 2025 | —  | —  | —  | —  | —  | —  | —  | —  | —  | —  | —   | | Plæygirl                               |
| "—" značí, že se nahrávka neumístila v hitparádách nebo v tomto území ani nebyla vydána |      |    |    |    |    |    |    |    |    |    |    |     | |                                        |

### Jako vedlejší umělkyně
| Název                                                                                   | Rok  | Umístění v hitparádách | Umístění v hitparádách | Umístění v hitparádách | Umístění v hitparádách | Umístění v hitparádách | Umístění v hitparádách | Umístění v hitparádách | Umístění v hitparádách | Umístění v hitparádách | Umístění v hitparádách | Certifikace | Album                                |
| Název                                                                                   | Rok  | DEN                    | AUS                    | BEL (FL)               | CAN                    | FRA                    | GER                    | IRE                    | NZ                     | UK                     | US                     | Certifikace | Album                                |
| --------------------------------------------------------------------------------------- | ---- | ---------------------- | ---------------------- | ---------------------- | ---------------------- | ---------------------- | ---------------------- | ---------------------- | ---------------------- | ---------------------- | ---------------------- | --- | ------------------------------------ |
| "One More" (Elliphant feat. MØ)                                                         | 2014 | —                      | —                      | —                      | —                      | —                      | —                      | —                      | —                      | —                      | —                      | | Living Life Golden                   |
| "Beg for It" (Iggy Azalea feat. MØ)                                                     | 2014 | —                      | 29                     | —                      | 44                     | —                      | —                      | —                      | —                      | 111                    | 27                     | - RIAA: Platinum | Reclassified                         |
| "Lean On" (Major Lazer a DJ Snake feat. MØ)                                             | 2015 | 1                      | 1                      | 2                      | 3                      | 2                      | 4                      | 1                      | 1                      | 2                      | 4                      | - IFPI DEN: Platinum - ARIA: 10× Platinum - BEA: 2× Platinum - BPI: 4× Platinum - BVMI: 2× Platinum - MC: 2× Platinum - RIAA: 4× Platinum - RMNZ: 4× Platinum - SNEP: Diamond | Peace Is the Mission                 |
| "Lost" (Major Lazer feat. MØ)                                                           | 2015 | —                      | —                      | —                      | —                      | —                      | —                      | —                      | —                      | —                      | —                      | | Peace Is the Mission                 |
| "Cold Water" (Major Lazer feat. Justin Bieber a MØ)                                     | 2016 | 2                      | 1                      | 4                      | 1                      | 2                      | 2                      | 1                      | 1                      | 1                      | 2                      | - IFPI DEN: 3× Platinum - ARIA: 4× Platinum - BEA: 2× Platinum - BPI: 3× Platinum - BVMI: Platinum - MC: 2× Platinum - RIAA: 4× Platinum - RMNZ: Platinum - SNEP: Platinum    | Major Lazer Essentials               |
| "9 (After Coachella)" (Cashmere Cat feat. MØ a Sophie)                                  | 2017 | —                      | —                      | —                      | —                      | —                      | —                      | —                      | —                      | —                      | —                      | | 9                                    |
| "Get It Right" (Diplo feat. MØ)                                                         | 2017 | —                      | 77                     | —                      | 76                     | —                      | —                      | —                      | —                      | —                      | —                      | - RMNZ: Gold | Major Lazer Presents: Give Me Future |
| "We Are..." (Noah Cyrus feat. MØ)                                                       | 2018 | —                      | —                      | —                      | —                      | —                      | —                      | —                      | —                      | —                      | —                      | | Singly bez alb                       |
| "Stay Open" (Diplo feat. MØ)                                                            | 2018 | —                      | —                      | —                      | —                      | —                      | —                      | —                      | —                      | —                      | —                      | | Singly bez alb                       |
| "Your Lovin'" (Steel Banglez feat. MØ a Yxng Bane)                                      | 2018 | —                      | —                      | —                      | —                      | —                      | —                      | —                      | —                      | 47                     | —                      | - BPI: Gold | Singly bez alb                       |
| "—" značí, že se nahrávka neumístila v hitparádách nebo v tomto území ani nebyla vydána |      |                        |                        |                        |                        |                        |                        |                        |                        |                        |                        | |                                      |

## Další umístěné písně
| Název                                 | Rok  | Umístění v hitparádě | Album          |
| Název                                 | Rok  | NZ Heat.             | Album          |
| ------------------------------------- | ---- | -------------------- | -------------- |
| "3AM (Pull Up)" (Charli XCX feat. MØ) | 2017 | 9                    | Number 1 Angel |

## Spolu umělkyně
| Název                                   | Rok  | Další umělec    | Album                                |
| --------------------------------------- | ---- | --------------- | ------------------------------------ |
| "Dear Boy"                              | 2013 | Avicii          | True                                 |
| "You're Still a Mystery"                | 2015 | Jack Antonoff   | Terrible Thrills, Vol. 2             |
| "Diamonds"                              | 2017 | Eloq            | Píseň bez alb                        |
| "3AM (Pull Up)"                         | 2017 | Charli XCX      | Number 1 Angel                       |
| "Porsche"                               | 2017 | Charli XCX      | Pop 2                                |
| "Let's Get Married"                     | 2017 | Bleachers       | Gone Now                             |
| "Dance for Me"                          | 2018 | Alma            | Heavy Rules Mixtape                  |
| "Never Fall in Love"                    | 2018 | Bleachers       | Já, Simon                            |
| "There's Just So Much a Heart Can Take" | 2018 | Goss            | Homeland Security                    |
| "Theme Song (I'm Far Away)"             | 2019 | None            | Moominvalley                         |
| "Northern Lights"                       | 2019 | Goss            | Moominvalley                         |
| "Running Wild"                          | 2019 | Vasco           | Tender Luv                           |
| "Reckless"                              | 2022 | Gryffin         | Alive                                |
| "Saturn Return"                         | 2022 | Jada            | Elements (Deluxe)                    |
| "Attack of the Ghost Riders"            | 2023 | The Raveonettes | The Raveonettes Presents: Rip It Off |

## Videoklipy
| Název                                       | Rok  | Režisér                    |
| ------------------------------------------- | ---- | -------------------------- |
| "Glass"                                     | 2013 | Casper Balslev             |
| "Let the Youth Go Mad" (Broke feat. MØ)     | 2013 | Ian Isak Ploug Ochoa       |
| "Pilgrim" (MS MR Remix)                     | 2013 | Esben Weile Kjær           |
| "Waste of Time"                             | 2013 | Anders Malmberg            |
| "XXX 88" (feat. Diplo)                      | 2013 | Tim Erem                   |
| "Don't Wanna Dance"                         | 2014 | Georgia Hudson             |
| "Walk This Way"                             | 2014 | Emilie Rafael              |
| "One More" (Elliphant feat. MØ)             | 2014 | Tim Erem                   |
| "New Year's Eve"                            | 2014 | Anne Sofie Skaaring        |
| "Lean On" (Major Lazer a DJ Snake feat. MØ) | 2015 | Tim Erem                   |
| "Kamikaze"                                  | 2015 | Truman & Cooper            |
| "Final Song"                                | 2016 | Tomas Whitmore             |
| "Drum"                                      | 2016 | Georgia Hudson             |
| "Don't Leave" (Snakehips a MØ)              | 2017 | Malia James                |
| "When I Was Young"                          | 2017 | J.A.C.K                    |
| "Get It Right" (Diplo feat. MØ)             | 2018 | Brantley Gutierrez         |
| "Nostalgia"                                 | 2018 | Jonas Bang                 |
| "Sun In Our Eyes" (s Diplo)                 | 2018 | David Helman               |
| "Imaginary Friend"                          | 2018 | MØ, Jonas Bang             |
| "Blur" (feat. Foster the People)            | 2018 | Lauren Sick                |
| "I Want You"                                | 2019 | Emma Rosenzweig            |
| "Beautiful Wreck"                           | 2019 | Emma Rosenzweig            |
| "Red Wine" (feat. Empress Of)               | 2019 | Emma Rosenzweig            |
| "Live to Survive"                           | 2021 | Joanna Nordahl             |
| "Kindness"                                  | 2021 | Florian Joahn              |
| "Brad Pitt"                                 | 2021 | Fryd Frydendahl            |
| "Goosebumps"                                | 2021 | Rob Sinclair, Lewis Knaggs |
| "New Moon"                                  | 2022 | Fa & Fon                   |
| "True Romance"                              | 2022 | Casper Balslev             |
| "Reckless" (Gryffin a MØ)                   | 2022 | Daniel Chaney              |
| "Spaceman"                                  | 2022 | Fa & Fon                   |